# Fiorenzo Barindelli
Fiorenzo Barindelli (Cesano Maderno, 29 febbraio 1952 – Seveso, 5 dicembre 2013) è stato un imprenditore e collezionista d'arte italiano.

## Biografia
Studiò come architetto presso il Politecnico di Milano e, negli anni settanta, grazie all'amicizia con il pittore Roberto Villa, imparò a dipingere. Alla fine del decennio successivo inizia a collezionare Swatch: la collezione di orologi diventò importante al punto che gli valse la menzione nel Guinness World Record. Notevole anche la sua collezione d'arte del novecento, costituita in collaborazione con Luciano Caramel.